# 338-ма піхотна дивізія (Третій Рейх)
338-ма піхотна дивізія (Третій Рейх) (нім. 338. Infanterie-Division) — піхотна дивізія Вермахту, що входила до складу німецьких сухопутних військ у роки Другої світової війни.

## Історія
338-ма піхотна дивізія сформована 9 листопада 1942 року в ході 18-ї хвилі мобілізації на території військового полігона Вартелагер (нім. Truppenübungsplatz Warthelager) в Імперській області Країна Варти (окупована Польща) за рахунок резервів XIII, XVII і XVIII військових округів. На початку січня 1943 року дивізію перекинули до південної Франції в район Монпельє-Мартіг-Люнель.
До серпня 1944 року підрозділи дивізії відповідали за берегову оборону південного узбережжя Франції. Після висадки морського десанту союзників у цьому регіоні дивізія вела ар'єргардні бої за Монтелімар, Бур-ле-Валанс, Макон, Доль та Люр, у ході яких зазнала нищівних втрат. У жовтні 1944 року реорганізована й знову введена в битву поблизу французького міста Монбельяр. У листопаді 1944 — січні 1945 року 338-ма дивізія вела оборонні бої на напряму Сентайм—Серне—Мюлуз—Вільденстен—Лаутенбах—Ноєнбург-ам-Райн.
Після початку наступу союзників на Ельзас 20 січня 1945 року дивізія була відкинута за Рейн з великими втратами. Після боїв дивізія під Фрайбургом була знову на короткий час оновлена, а потім переміщена в район Ессена в Рурській області. У березні-квітні 1945 року дивізія була остаточно знищена та вцілілі підрозділи потрапили в полон до американців у «Рурському мішку».

## Райони бойових дій
- Польща, Нідерланди (листопад 1942 — січень 1943)
- Франція (січень 1943 — грудень 1944)
- Німеччина (грудень 1944 — квітень 1945)

## Командування

### Командири
- генерал-лейтенант Йозеф Фольттманн (нім. Josef Folttmann) (10 листопада 1942 — 5 січня 1944);
- генерал-лейтенант Рене де Курбієр (5 січня — 18 вересня 1944);
- генерал-лейтенант Ганс Ошманн (нім. Hans Oschmann) (18 вересня — жовтень 1944);
- оберст Гафнер (нім. Hafner) (жовтень 1944);
- генерал-лейтенант Ганс Ошманн (жовтень — 14 листопада 1944);
- Генерал-майор резерву Рудольф фон Оппен (нім. Rudolf von Oppen) (14 листопада — 29 грудня 1944);
- Генерал-майор Конрад Барде (нім. Konrad Barde) (29 грудня 1944 — 18 січня 1945);
- генерал-майор Вольф Еверт (18 січня — 15 квітня 1945).

### Підпорядкованість
| Час         | Корпус         | Армія         | Група армій (округ)        | Штаб            |
| ----------- | -------------- | ------------- | -------------------------- | --------------- |
| 1942        |                |               |                            |                 |
| 8 листопада | формування     |               |                            | Гнезно          |
| 5 грудня    | LXXXIX ак      | 15 А          | Група армій «D»            | Антверпен       |
| 1943        |                |               |                            |                 |
| 1 січня     | LXXXIX ак      | 15 А          | Група армій «D»            | Антверпен       |
| 4 січня     |                | АГр «Фельбер» | Група армій «D»            | Антверпен       |
| лютий       |                | АГр «Фельбер» | Група армій «D»            | Дельта Рони     |
| 1944        |                |               |                            |                 |
| 1 січня     | IV АвПк        | 19 А          | Група армій «D»            | Дельта Рони     |
| 10 квітня   | Корпус Кнісса  | 19 А          | Група армій «G»            | Дельта Рони     |
| 10 липня    | LXXXV ак       | 19 А          | Група армій «G»            | Дельта Рони     |
| 6 вересня   | IV АвПк        | 19 А          | Група армій «G»            | Вогези          |
| листопад    | LXXXV ак       | 19 А          | Група армій «G»            | Вогези          |
| грудень     | LXIII ак       | 19 А          | Група армій «G»            | Вогези          |
| 1944        |                |               |                            |                 |
| січень      | LXIII ак       | 19 А          | Група армій «Верхній Рейн» | Вогези          |
| березень    | 12-й корпус СС | 15 А          | Група армій «B»            | Еркеленц        |
| квітень     | LXXIV ак       | 15 А          | Група армій «B»            | Рурський регіон |

### Склад
| 1944                                |
| ----------------------------------- |
| 757-й гренадерський полк            |
| 758-й гренадерський полк            |
| 759-й гренадерський полк            |
| 338-й артилерійський полк           |
| 338-й швидкий загін                 |
| 338-й запасний батальйон            |
| 338-й інженерний батальйон          |
| 338-й дивізійний батальйон зв'язку  |
| Управління постачання 338-ї дивізії |
| Санітарна служба 338-ї дивізії      |